# Épervière de Lawson
Hieracium lawsonii
Espèce
Synonymes
- Hieracium lawsonii var. atlanticum Maire & Zahn[1]
- Hieracium saxatile Vill.[1]

L'Épervière de Lawson ou épervière de Villars, Hieracium lawsonii, est une espèce de plante à fleurs du genre Hieracium et de la famille des astéracées.

## Liste des sous-espèces
Selon Catalogue of Life (7 mars 2020) :
- sous-espèce Hieracium lawsonii subsp. elvae Gottschl. & Dunkel
- sous-espèce Hieracium lawsonii subsp. lawsonii

Selon The Plant List (7 mars 2020) :
- sous-espèce Hieracium lawsonii subsp. acrocerinthe (Arv.-Touv.) Zahn

Selon Tropicos (7 mars 2020) (Attention liste brute contenant possiblement des synonymes) :
- sous-espèce Hieracium lawsonii subsp. aemuliflorum Sudre
- sous-espèce Hieracium lawsonii subsp. lawsonii